# Serie 3100 de CP
La Serie 3100, más conocida como Cravens, es un tipo de automotor a tracción eléctrica, que fue utilizada por las operadoras Caminhos de Ferro Portugueses y Sociedad Estoril en la Línea de Cascais, en Portugal.

## Ficha técnica

### Características de explotación
- Entrada en servicio: 1950[1]
- Número de unidades: 11[1]

### Datos generales
- Ancho de Via: Ancho ibérico[1]
- Tipo de tracción: Eléctrica[1]
- Constructor: Cravens[1]

### Motores de tracción
- Potencia total: 960 kW[1]
- Voltaje: 1500 V[1]

### Características de funcionamiento
- Velocidad máxima: 90 km/h[1]